# Axel Noruschat
Axel Noruschat (* 31. Januar 1962 in Bremen) ist ein ehemaliger deutscher Fußballspieler.

## Karriere
Noruschat spielte in der Jugend beim Blumenthaler SV, bevor er zum SV Werder Bremen wechselte. Bei Werder spielte er vorrangig im Amateurteam. Mit dem Team hatte er seinen größten Erfolg, er gewann die Deutsche Amateurmeisterschaft 1985, nach einem Finalsieg gegen den DSC Wanne-Eickel. Nach Toren von Dirk Lellek, Frank Ordenewitz und Gunnar Sauer stand der ungefährdete 3:0 zu Buche. Er kam zu zwei Einsätzen in der Bundesliga. Sein Debüt gab er in der Saison 1985/86 als er am 11. Spieltag von Trainer Otto Rehhagel zur zweiten Halbzeit im Spiel gegen den 1. FC Kaiserslautern eingewechselt wurde. 1987 wechselte er in die 2. Bundesliga zu Rot-Weiss Essen, wo er fünf Spiele absolvierte und ein Tor erzielte.